# Talweg (Wiesenfelden)
Der Talweg ist ein 11,5 Kilometer langer markierter Wanderweg im Westen der Gemeinde Wiesenfelden im Naturpark Bayerischer Wald im niederbayerischen Landkreis Straubing-Bogen.

## Wegverlauf
Der Talweg mit der Markierung Nr. 8 ist ein Rundwanderweg und führt vorwiegend durch Waldgebiete. Die durchschnittliche Gehzeit beträgt etwa vier Stunden. Der Ausgangs- und Zielpunkt ist beim Waldgasthof Schiederhof. Entlang am Großen Leithenbach geht der Weg weiter zur Alten Schanze bei der ehemaligen Einöde Holzmühle und führt entlang des Breimbachs und am Kobelberg vorbei wieder zum Schiederhof zurück.